# Життя починається знов
«Життя починається знов» — пісня гурту Океан Ельзи, що була представлена 17 серпня 2015 року у вигляді аудіозапису на каналі YouTube. Першими ж пісню почули 14 серпня поранені бійці АТО, які перебували на лікуванні у львівському госпіталі.. Входить до альбому Без меж.

## Композиція
Над піснею працювали:
- Музика, слова, вокал — Святослав Вакарчук
- Клавішні, аранжування духових — Мілош Єліч
- Гітари — Владімір Опсеніца
- Барабани, перкусія — Денис Глінін
- Бас-гітара — Денис Дудко
- Труби — Антон Самутін, Євген Хазов
- Флюгельгорн — Сергій Богдан
- Тромбон — Олександр Чаркін
- Запис — Віталій Телезин, Ростислав Терешко — студія 211 (духові інструменти — студія БЗЗ)
- Зведення — Віталій Телезин — студія 211
- Мастеринг — Боб Людвіґ  — Gateway Mastering Studios

## Відеокліп
26 липня 2015 року під Києвом відбулися зйомки кліпу. Було продовжено практику, що застосувалась при зйомці кліпу синглу «Не твоя війна»: на зйомки кліпу за попередньою реєстрацією запрошувались усі охочі, яких виявилось 281 особа.